# Tompkinsville
Tompkinsville és una població dels Estats Units a l'estat de Kentucky. Segons el cens del 2000 tenia 2.660 habitants.

## Demografia
Segons el cens del 2000, Tompkinsville tenia 2.660 habitants, 1.169 habitatges, i 702 famílies. La densitat de població era de 280,6 habitants/km².
Dels 1.169 habitatges en un 26,3% hi vivien nens de menys de 18 anys, en un 40,3% hi vivien parelles casades, en un 16,4% dones solteres, i en un 39,9% no eren unitats familiars. En el 37,8% dels habitatges hi vivien persones soles el 18,4% de les quals corresponia a persones de 65 anys o més que vivien soles. El nombre mitjà de persones vivint en cada habitatge era de 2,16 i el nombre mitjà de persones que vivien en cada família era de 2,84.
Per edats la població es repartia de la següent manera: un 21,9% tenia menys de 18 anys, un 8,5% entre 18 i 24, un 25,3% entre 25 i 44, un 21,9% de 45 a 60 i un 22,4% 65 anys o més.
L'edat mediana era de 41 anys. Per cada 100 dones de 18 o més anys hi havia 72,8 homes.
La renda mediana per habitatge era de 18.267 $ i la renda mediana per família de 23.361 $. Els homes tenien una renda mediana de 21.587 $ mentre que les dones 16.541 $. La renda per capita de la població era de 15.975 $. Entorn del 24,5% de les famílies i el 29% de la població estaven per davall del llindar de pobresa.

## Poblacions més properes
El següent diagrama mostra les poblacions més properes.